# 多馬戈伊·武科維奇
多馬戈伊·武科維奇（1993年10月29日—）為克羅埃西亞男子籃球運動員，場上位置為大前鋒。

## 職業生涯
2022年11月，武科維奇與西博納簽約。
2024年2月，武科維奇與T1聯盟臺南台鋼獵鷹簽約。3月7日，臺南台鋼獵鷹宣布武科維奇的加盟事宜。9月5日，西博納宣布武科維奇重返球隊。

## 國家隊生涯
2011年武科維奇入選克羅埃西亞U18和U19男子籃球代表隊參加2011年歐洲U18籃球錦標賽；2012年武科維奇入選克羅埃西亞U20男子籃球代表隊參加2012年歐洲U20籃球錦標賽B組賽事；2019年武科維奇代表克羅埃西亞參加2019年世界盃籃球賽歐洲區資格賽。

## 外部連結
- 多馬戈伊·武科維奇的Instagram帳戶
- 多馬戈伊·武科維奇在fiba.basketball（英语）
- 多馬戈伊·武科維奇在archive.fiba.com（存檔）（英语）
- 多馬戈伊·武科維奇在亞得里亞海聯賽（英语）
- 多馬戈伊·武科維奇在Basketball-Reference.com（國際）（英语）
- 多馬戈伊·武科維奇在Eurobasket.com（球員）（英语）
- 多馬戈伊·武科維奇在Proballers（英语）
- 多馬戈伊·武科維奇在RealGM（英语）